# Тежки крайцери тип „Дюкен“
Дюкен (на френски: Duquesne) са серия тежки крайцери на ВМС на Франция от времето на Втората световна война. Всичко от проекта за флота са построени 2 единици: „Дюкен“ (на френски: Duquesne) и „Турвил“ (на френски: Tourville). Първите тежки крайцери на Франция. Разработвани са преди всичко като скоростни тежковъоръжени скаути за водене на далечно разузнаване при ескадрите. Кръстени са в чест на известни френски адмирали от епохата на ветроходния флот.

## История на създаването
Френският Морски генерален щаб (на френски: Etat-Major General) е напълно удовлетворен от новопроектираните леки крайцери от типа „Дюге Труен“, които към този момент са в процес на планиране за постройка. Но Вашингтонския морски договор от 1922 г. постановява нови крайцерски стандарти – 10 000 дълги тона стандартна водоизместимост и 203 mm артилерия. Следва да се очаква, че подписалите договора страни незабавно ще започнат да строят крайцери от новия тип, на фона на които проекта „Дюге Труен“ изглежда прекалено слаб.
За това е прието решението да се развие проекта „Дюге Труен“ до максимално разрешените размери, със замяна на 155 mm оръдия на главния калибър с 203 mm. Заданието за проектиране Морският генерален щаб издава на 6 юли 1922 г. При това преди всичко става дума за създаването на крайцери-разузнавачи, а не на защитници на търговията, както е при британския проект „Кент“. Пред новите кораби са поставени следните задачи:
- Далечно разузнаване в интерес на линейните сили на флота;
- Поддържане на контакт с противника;
- Поддръжка на леките сили;
- Ескортиране на конвои;
- Борба с вражеските рейдери;
- Използване като бързоходни войскови транспорти;
- Демонстрация на флага[5].

Новите крайцери трябва да носят по осем 203 mm оръдия от главния калибър, четири 100 mm зенитни оръдия, а също и два 550 mm четиритръбни торпедни апарата и противолодъчни бомбомети. При това със скорост по-голяма, отколкото при чуждестранните аналози. В резултат, е решено да се разработват два проекта: един с максималната възможна скорост, в ущърб на защитата; друг с усилена защита за сметка на намаляване на скоростта – бъдещият „Сюфрен“.

## Конструкция

### Корпус и архитектура
Проектът е разработен на базата на леките крайцери от типа „Дюге Труен“ и представлява тяхен увеличен вариант. Крайцеритв тип „Дюкен“ стават единствените в света тежки крайцери първо поколение с полубачна архитектура. При това обводите на корпуса са подобрени, в сравнение с прототипа. В частност, тежките крайцери получават неголям наклон към форщевена, което подобрява тяхната мореходност. Корпусът е набран по надлъжната схема от 185 шпангоута. Вътрешно корпусът е разделен на 17 водонепроницаеми отсека. Двойното дъно е по цялата дължина на корпуса и преминава в двоен борд, достигащ до водолинията. Крайцерите имат развита носова надстройка, комините са широко раздалечени, за разлика от „Дюге Труен“, тъй като машинната установка на тежките крайцери е компонована по ешелонната схема. Комините и мачтите на крайцерите имат наклон от 5° към кърмата.
Разпределение на теглата изглежда по следния начин:
|                               | Маса, t | В проценти |
| ----------------------------- | ------- | ---------- |
| Корпус                        | 4783    | 47,3%      |
| Брониране на корпуса          | 368     | 3,6%       |
| Брониране на артилерията      | 91      | 0,9%       |
| Брониране, общо               | 459     | 4,5%       |
| Артилерия                     | 1224    | 12,1%      |
| Торпеда и самолети            | 111     | 1,1%       |
| Машинна установка             | 2271    | 22,4%      |
| Оборудване и предмети на бита | 1242    | 12,3%      |
| Други                         | 70      | 0,7%       |
| Стандартна водоизместимост    | 10 160  | 100%       |

Мореходността крайцерите от типа „Дюкен“ се оценява като много добра. Благодарение на високия борд те добре се държат в лошо време и могат да развият ход от 30 възела даже при силно вълнение. Благодарение на развитите скулови килове се отличават с умерено бордово люлеене. Като цяло, по тези параметри те не отстъпват на британските тежки крайцери от типа „Кент“ и чувствително превъзхождат аналозите от другите страни.

### Въоръжение
| калибър, mm                           | 203,2       | 203,2       | 75     | 37        | 13,2  |
| дължина на ствола, калибра            | 50          | 50          | 50     | 50        | 76    |
| маса на оръдието, kg                  | 20 716      | 20 716      | 1070   | 300       | 19,5  |
| скорострелност, изстрела/минута       | 4 – 5       | 4 – 5       | 8 – 15 | 30 – 42   | 200   |
| тегло на снаряда, kg                  | 123,8 – 134 | 123,8 – 134 | 5,93   | 0,725     | 0,052 |
| начална скорост, m/s                  | 820         | 820         | 850    | 810 – 840 | 800   |
| максимална далечина на стрелбата, m   | 30 000      | 30 000      | 14 100 | 7150      | 7200  |
| максимална досегаемост по височина, m | –           | –           | 10 000 | 5000      | 1500  |

Максимално разрешеният за крайцерите калибър 203 mm по-рано не се е използва във френския флот, затова оръдието за новите крайцери е разработено от нула. 203 mm оръдие Модел 1924 има проста и надеждна конструкция. Стволът се състои от вътрешна тръба, кожух и скрепяващ пръстен. Затворът е бутален и се отваря нагоре.

### Екипаж и обитаемост
Съгласно довоенния щат, екипажът на крайцерите трябва да се състои от 605 души – 30 офицера и 575 матроса. При използването на крайцерите като флагмански числеността на екипажа се увеличава до 637 души. Условията за обитаемост на крайцерите се оказват достатъчно стеснени, тъй като приетата полубачна архитектура на корпуса лишава екипажа от потенциални помещения. Освен това, в хода на експлоатацията на крайцерите при бреговете на Индокитай се проявяват проблемите с вентилацията на кубриците.

## История на службата
| Име на кораба | заложен             | спуснат             | влиза в строй      | съдба                                           |
| ------------- | ------------------- | ------------------- | ------------------ | ----------------------------------------------- |
| „Дюкен“       | 30 октомври 1924 г. | 17 декември 1925 г. | 6 декември 1927 г. | Отписан на 2 юли 1955 г. и продаден за скрап    |
| „Турвил“      | 4 март 1925 г.      | 24 август 1926 г.   | 1 декември 1928 г. | Отписан на 28 април 1961 г. и продаден за скрап |

### „Дюкен“
Корабът носи името си в чест на френския адмирал Абраам Дюкен. „Дюкен“ започва службата си в състава на флота през май 1928 г., макар и част от предвиденото за него оборудване все още да не е поставено на него. На 3 юли 1928 г. крайцерът участва в морския парад в Хавър. През същата година „Дюкен“ пресича Атлантическия океан и в хода на плаването посещава Ню Йорк и Гваделупа. През 1929 г. крайцерът има дълго плаване около Африка, връщайки се в родината през Суецкия канал. През ноември 1929 г. „Дюкен“ е включен в състава на 1-ва лека дивизия на 1-ва ескадра с базиране в Брест. В периода 1930 – 1931 г. корабът извършва два похода с курсанти на военноморската академия на борда, по време на тяхната практика. През ноември 1931 г. „Дюкен“ отново посещава САЩ, където участва в тържествата по случай 150-летието от битката при Йорктаун.
От началото на 1932 г. „Дюкен“ става флагман на Леката ескадра, базираща се в Тулон. В периода 1933 – 1934 г. крайцерът преминава ремонт и модернизация. След това „Дюкен“, а също и „Турвил“ и „Сюфрен“ влизат в състава на 3-та лека дивизия. През април 1937 г. това съединение е преименувано на 2-ра дивизия крайцери. От този момент „Дюкен“ се използва като учебен кораб, а катапултът е свален от него. В периода януари—юли 1939 г. 2-ра дивизия е придадена на Артилерийската школа в Тулон. През август 1939 г. съединението се връща в състава на действащия флот и влиза в състава на 3-та ескадра.
В началото на Втората световна война „Дюкен“ действа в Средиземно море, но на 25 януари 1939 г. е преведен в Дакар, където остава до април 1940 г., осъществявайки търсене на вражески рейдери в Централния Атлантик. През май 1940 г. „Дюкен“ заедно с „Турвил“ влиза в състава на съединението X на вицеадмирал Годфруа и става негов флагмански кораб. Съединението действа в източната част на Средиземно море съвместно с британския флот. На 11 юни 1940 г. „Дюкен“ участва в набега над Додеканезите. От 21 юни 1940 г. „Дюкен“ заедно с другите кораби на съединението X се намира в Александрия, където и посреща известието за капитулацията на Франция. В този порт стълкновения между британските и френските сили няма. Вицеадмирал Годфруа влиза в съглашение с англичаните и на 5 юли 1940 г. корабите на съединението са разоръжени, но френските екипажи си остават на тях.
След преминаването, през ноември 1942 г., на френските владения в Северна Африка под контрола на съюзниците, започват преговори с вицеадмирал Годфруа. На 17 май 1943 г. е получено съгласие за присъединяването му към силите на съюзниците и на 24 юни 1943 г. корабите на съединение X, в т.ч. и „Дюкен“, отново влизат в строй. На 3 юли 1943 г. „Дюкен“ и „Турвил“ преминават Суецкия канал и започват преход около Африка, пристигайки, в крайна сметка, в Дакар. Тук „Дюкен“, „Турвил“ и „Сюфрен“ съставят 1-ва ескадра крайцери и до началото на 1944 г. оперират в Атлантика в търсене на немските блокадопробивачи. При това по най-негативен начин се проявява малката далечина на плаване на крайцерите от типа „Дюкен“, което води до задействането им само в крайни случаи.
През май 1944 г. „Дюкен“ преминава във Великобритания, където влиза за ремонт. По време на десанта на съюзниците в Нормандия се намира в боеготовно състояние, но в резерв. През декември 1944 г. влиза в състава на Френското оперативно съединение и действа в Бискайския залив, против немските бази там. През април 1945 г. поддържа наземните сили в хода на операциите в устието на Жиронд. На 13 юни 1945 г. влиза за основен ремонт в Брест. В хода на ремонта, продължил до 29 ноември 1945 г. частично получава ново оборудване и въоръжение. След това „Дюкен“ се връща в строя и действа основно при бреговете на Индокитай, където има два похода, от 22 декември 1945 г. до 6 ноември 1946 г., и от 22 декември 1946 г. до 16 май 1947 г. През август 1947 г. крайцерът е изваден в резерв и до 1955 г. е на стоянка в порт Арзев, използвайки се като база на амфибийните сили. На 2 юли 1955 г. „Дюкен“ е изключен от състава на флота и на 27 юли 1956 г. е продаден за скрап.

### „Турвил“
Започва службата си в състава на флота през юни 1928 г., макар част от оборудването му да не е поставено. На 5 април 1929 г. излиза в околосветско пътешествие, което завършва на 24 декември 1929 г. в Тулон. За времето на деветомесечния поход няма зафиксирана нито една повреда, което повишава репутацията на крайцерите от този тип. От януари 1932 г. влиза в състава на 1-ва лека дивизия на 1-ва ескадра. От април 1937 г., както и „Дюкен“, се използва като учебен кораб. Връща се в бойния състав на флота през август 1939 г.
В началото на Втората световна война действа в Средиземно море, проверявайки търговските съдове. В периода януари—февруари 1940 г. превозва товар злато от Тулон в Бейрут. През май 1940 г. „Турвил“ заедно с „Дюкен“ влиза в състава на съединението X и до май 1944 г. действа съвместно със систершипа си. През юни 1944 г. „Турвил“ влиза за ремонт в Бизерта, а след това отплава за Тулон, където е изваден в резерва, през декември 1944 г., се използва като плаваща база. Едновременно „Турвил“ преминава, от 1 декември 1944 г. до 29 ноември 1945 г., ремонт и модернизация, с частично поставяне на ново въоръжение и оборудване. След края на ремонта крайцерът се връща в състава на действащия флот и впоследствие извършва поход към бреговете на Индокитай: от 5 декември 1945 г. до 27 юли 1946 г.; от 4 октомври 1946 г. до 11 декември 1947 г. от края на 1948 г. „Турвил“ се използва като плаваща казарма в Брест. На 28 април 1961 г. той е изключен от състава на флота, а на 15 януари 1963 г. е изпратен за разкомплектоване.

## Оценка на проекта
Първите тежки крайцери на френския флот са проектирани, преди всичко, като разузнавачи, задачата за защита на комуникациите се разглежда като второстепенна за тях. Към достойнствата на крайцерите се отнасят, тяхната висока скорост и отлична мореходност. По тези показатели типа „Дюкен“ е един от най-добрите в света. Достатъчно добра, макар и не изпъкваща с нищо, е и артилерията на главния калибър. Но с това списъкът с достойнствата завършва.
Крайцерите от типа „Дюкен“ изпъкват със своето слабо брониране даже на фона на другите „картонени“ тежки крайцери от първо поколение. Дялът от 4,5% от стандартната водоизместимост е рекордно нисък. За сравнение, считаните за слабозащитени чуждестранни крайцери имат къде повече броня: 10,2% от стандартната водоизместимост при британския „Кент“, 8,7% на италианския „Тренто“, 7,5% на американския „Пенсакола“. Далечината на плаване също се оказва недостатъчна за задачите, които фактически трябва да изпълняват крайцерите. С по-малка далечина се отличават само италианските крайцери, но Италия няма далечни колониални владения. И накрая, зенитната артилерия на крайцерите от типа „Дюкен“ също не съответства на изискванията даже от началото на 1930-те години. Така, може да се констатира, че „Дюкен“ и „Турвил“ имат голям късмет, че така и не се срещат в бой със сериозен противник. В този случай тяхната крайно слаба защитеност би превърнала сражението в самоубийствен акт.
| Сравнителни ТТХ на тежките крайцери от първо поколение | Сравнителни ТТХ на тежките крайцери от първо поколение | Сравнителни ТТХ на тежките крайцери от първо поколение | Сравнителни ТТХ на тежките крайцери от първо поколение | Сравнителни ТТХ на тежките крайцери от първо поколение | Сравнителни ТТХ на тежките крайцери от първо поколение |
| Основни елементи                                       | Франция „Дюкен“                                        | Великобритания „Кент“                                  | САЩ „Пенсакола“                                        | Италия „Тренто“                                        | Япония „Фурутака“                                      |
| ------------------------------------------------------ | ------------------------------------------------------ | ------------------------------------------------------ | ------------------------------------------------------ | ------------------------------------------------------ | ------------------------------------------------------ |
| Водоизместимост, стандартна/пълна, t                   | 10 160/12 435                                          | 9750/13 400                                            | 9097/11 512                                            | 10 334/13 334                                          | 8100/9433                                              |
| Енергетична установка, к.с.                            | 120 000                                                | 80 000                                                 | 107 000                                                | 150 000                                                | 102 000                                                |
| Максимална скорост, възела                             | 34                                                     | 31,5                                                   | 32,5                                                   | 36                                                     | 34,5                                                   |
| Далечина на плаване, мили на скорост, възела           | 5500 (15)                                              | 13 300 (12)                                            | 10 000 (15)                                            | 4160 (16)                                              | 7900 (14)                                              |
| Артилерия на главния калибър                           | 4×2 – 203 mm                                           | 4×2 – 203 mm                                           | 2×3 и 2×2 – 203 mm                                     | 4×2 – 203 mm                                           | 6×1 – 200 mm                                           |
| Универсална артилерия                                  | 8×1 – 75 mm                                            | 4×1 – 102 mm                                           | 4×1 – 127 mm                                           | 8×2 – 100 mm                                           | 4×1 – 76 mm                                            |
| Лека зенитна артилерия                                 | 6×2 – 13,2 mm                                          | 4×1 – 40 mm                                            | няма                                                   | 4×1 – 40 mm, 4×2 – 13,2 mm                             | 4×2 – 37 mm, 4×1 – 20 mm                               |
| Торпедно въоръжение                                    | 2×3 – 550 mm ТА                                        | 2×4 – 533 mm ТА                                        | 2×3 – 533 mm ТА                                        | 2×3 – 533 mm ТА                                        | 6×2 – 610 mm ТА                                        |
| Брониране, mm                                          | Борд– няма, палуба – няма, кули – 30, рубка – 30       | Борд – 25, палуба – 35, кули – 25, рубка – няма        | Борд – 63 – 102, палуба – 45, кули – 63, рубка – 32    | Борд – 70, палуба – 50, кули – 80, рубка – 100         | Борд – 76, палуба – 35, кули – 25, рубка – няма        |
| Екипаж, души                                           | 605                                                    | 685                                                    | 631                                                    | 723                                                    | 625                                                    |